# Otakar Poupa
Otakar Poupa (17. října 1916 Vysoké Mýto – 28. června 1999 Göteborg, Švédsko) byl lékař, vědec – patofyziolog, vysokoškolský pedagog, spisovatel a malíř. Patřil a stále patří mezi významné představitele vývojové a adaptační fyziologie se zaměřením na kardiovaskulární systém. Vědecký výzkum propojil s praktickými potřebami klinické kardiologie, především kardiologie dětské. Jeho škola adaptační a vývojové kardiologie ukazovala, jak předcházet i léčit infarkty srdce. Vědecké práce patří ke zlatému fondu světové experimentálně-kardiologické literatury. Profesor Poupa byl renesanční osobnost a jeho žáky, kteří se k jeho vědeckému i lidskému odkazu stále hlásí, najdeme v České republice, ale i v dalších státech Evropy nebo v Americe.
V autobiografické monografii Syndrom kolibříka, na pozadí historických událostí šedesáti let, přiznává profesor Poupa své životní ideály, splněná i nesplněná přání. Kniha je výpovědí o době a lidech, s nimiž se setkal. Je jedinečná krásnou a bohatou češtinou, černobílými kolážemi a barevnými reprodukcemi autorových obrazů, ale i po stránce obsahové a formální.

## Životopis
Otakar Poupa se narodil 17. října 1916 ve Vysokém Mýtě. Vyrůstal ve vzdělaném a kulturním prostředí. Již na gymnáziu se zajímal o biologii a výtvarné umění. Pokračoval v rodinné tradici a v roce 1935 začal studovat medicínu na lékařské fakultě Univerzity Karlovy. Svoji první experimentální práci publikoval již při studiu na vysoké škole. Po uzavření českých vysokých škol v listopadu 1939 pracoval v endokrinologické laboratoři ve farmaceutické firmě v Praze. Ve své knize Syndrom Kolibříka popsal mimo jiné také práci českých lékařů, teoretiků po roce 1939. Zaměstnání v různých farmaceutických firmách jim umožňovala alespoň minimální pokračování ve vědecké práci i během druhé světové války. Po válce se vrátil do fyziologického ústavu. Období, kdy zde pracoval, se stalo určující pro jeho další život vědce i pedagoga. V době svých pracovních začátků byl ovlivněn profesorem Janem Bělehrádkem a dalšími vědci, jako byli fyziologové František Karásek (1902–1972), Vladislav Kruta nebo Vilém Laufberger. Zajímal se také o dílo a osobnost Claude Bernarda, kterého obdivoval a v pozdějších letech často citoval.
Pracoval na experimentálním výzkumu interakce (vzájemného působení) antithyreoidálních látek (thyreostatika) a histaminu s nukleovými kyselinami. Publikované výsledky se staly základem jeho habilitační práce, kterou obhájil v roce 1947 a získal docenturu. Univerzitní kariéru byl nucen jako „nekomunista“ opustit po únorových událostech v roce 1948. Omezen byl i ve své vědecké práci. Ale díky vysoké úrovni svého výzkumu se prosadil i vzhledem k nepříznivému klimatu režimu. Krátce pracoval v „Ústavu pro výzkum výživy lidu“. V roce 1956 nastoupil do Fyziologickém ústavu AV České republiky, kde pod jeho vedením vznikla Laboratoř pro fyziologii a patofyziologii přeměny látek ČSAV. Otakar Poupa se zabýval adaptací organismu na podmínky vnějšího prostředí s důrazem na srdeční sval.
Od roku 1959 začal přednášet na Fakultě dětského lékařství UK patologickou fyziologii. Zde byl v roce 1961 jmenován profesorem. Položil základ široce založenému výzkumu vývoje srdečního svalu se zřetelem pro potřeby klinické kardiologie a především dětské kardiologie. Tato problematika zaujala řadu mladých začínajících vědců a položila základ tzv. „pražské školy“.
V letech 1960 až 1968 vedl Oddělení fyziologické a patofyziologické přeměny látek Fyziologického ústavu ČSAV v Praze. Současně pracoval jako přednosta Ústavu patologické fyziologie Druhé lékařské fakulty UK v Praze. V roce 1964 získal Medaili Jana Evangelisty Purkyně, která byla udělována lékařům za zásluhy o rozvoj ochrany zdraví lidu. V roce 1968 byl jmenován členem korespondentem Akademie věd. V témže roce získal také státní cenu za zásluhy o teoretický výzkum v oblasti lékařských věd.
Na jaře roku 1968, do té doby nezajímající se o politické dění, patřil spolu s Otto Wichterlem, Janem Brodem a spisovatelem Ludvíkem Vaculíkem mezi autory dokumentu Dva tisíce slov.

### Emigrace
Po okupaci Československa v srpnu 1968 odešel s manželkou Taťánou Vavřincovou (zemřela v Göterborgu 21. listopadu 1981 ve věku padesát osm let) do Skandinávie. Pracoval jako vědecký pracovník na univerzitě ve švédském Göteborgu, také v dánském Aarhusu a Bergenu v Norsku. Kromě odborné vědecké práce se zabýval také otázkami kulturního života. Věnoval se i své druhé profesi – malířství. Řada reprodukcí jeho obrazů se stala významnou součástí autobiografie.
V roce 1976 získal čestný doktorát Univerzity v Göteborgu. Profesor Poupa patřil mezi zakládající členy odborné společnosti International Study Group for Research in Cardiac Metabolism (později International Society for Heart Research), která sdružovala experimentální kardiology a později se stala významnou světovou odbornou společností. V roce 1976 se stal jejím čestným členem.
Prahu navštívil po listopadu 1989. V posledních letech svého života se intenzivně věnoval malování obrazů, které si našly četné obdivovatele. Zemřel po těžké nemoci 28. června 1999 v Göteborgu.

## Publikace a ocenění
Během svého života publikoval profesor Poupa více než 260 vědeckých prací a šest monografií. Vydal také řadu studií, zabývajících se aktuálními problémy kulturního života. Napsal knihu vzpomínek Syndrom kolibříka. Ukázky textu byly publikovány v časopisu Vesmír. Knihu vzpomínek Syndrom kolibříka (Neveselé kapitoly o vědě a moci aneb šedesát let zkušeností) vydalo po jeho smrti nakladatelství Galén v roce 2000.
V roce 1991 byl vyznamenán „medailí J. E. Purkyně“ Akademií věd ČR. Masarykova univerzita v Brně ocenila jeho životní dílo „zlatou medailí“. Při příležitosti šestistého padesátého výročí založení Univerzity Karlovy byl vyznamenán čestnou pamětní medailí.